# Seconds Out
Seconds Out je druhé koncertní album britské skupiny Genesis. Mimo skladby „The Cinema Show“ byly všechny ostatní nahrány ve dnech 11.–14. června 1977 v Paříži. Skladba „The Cinema Show“ byla nahrána o rok dříve. Album vyšlo v říjnu 1977 u vydavatelství Charisma/Virgin/Atlantic Records a jeho producentem byl David Hentschel spolu se členy skupiny Genesis.

## Seznam skladeb
| Pořadí         | Název | Autor                                                         | Délka |
| -------------- | --- | ------------------------------------------------------------- | ----- |
| 1.             | Squonk | Tony Banks, Mike Rutherford                                   | 6:39  |
| 2.             | The Carpet Crawlers | Banks, Phil Collins, Peter Gabriel, Steve Hackett, Rutherford | 5:27  |
| 3.             | Robbery, Assault and Battery | Banks, Collins                                                | 6:02  |
| 4.             | Afterglow | Banks                                                         | 4:29  |
| 5.             | Firth of Fifth | Banks, Collins, Gabriel, Hackett, Rutherford                  | 8:56  |
| 6.             | I Know What I Like (In Your Wardrobe) | Banks, Collins, Gabriel, Hackett, Rutherford                  | 8:45  |
| 7.             | The Lamb Lies Down on Broadway | Banks, Collins, Gabriel, Hackett, Rutherford                  | 4:59  |
| 8.             | The Musical Box (Closing Section) | Banks, Collins, Gabriel, Hackett, Rutherford                  | 3:18  |
| 9.             | Supper's Ready“ I. „Lover's Leap“ II. „The Guaranteed Eternal Sanctuary Man“ III. „Ikhnaton and Itsacon and Their Band of Merry Men“ IV. „How Dare I Be So Beautiful?“ V. „Willow Farm“ VI. „Apocalypse in 9/8 (Co-Starring the Delicious Talents of Gabble Ratchet)“ VII. „As Sure As Eggs Is Eggs (Aching Men's Feet) | Banks, Collins, Gabriel, Hackett, Rutherford                  | 24:33 |
| 10.            | The Cinema Show | Banks, Collins, Gabriel, Hackett, Rutherford                  | 10:58 |
| 11.            | Dance on a Volcano | Banks, Collins, Hackett, Rutherford                           | 5:09  |
| 12.            | Los Endos | Banks, Collins, Hackett, Rutherford                           | 6:20  |
| Celková délka: | Celková délka: | Celková délka:                                                | 95:31 |

## Obsazení
Genesis
- Tony Banks – klavír, varhany, Mellotron, syntezátory, dvanáctistrunná kytara, doprovodný zpěv
- Mike Rutherford – dvanáctistrunná kytara, elektrická kytara, baskytara, basové pedály, doprovodný zpěv
- Steve Hackett – elektrická kytara, dvanáctistrunná kytara
- Phil Collins – zpěv, bicí, perkuse

Ostatní hudebníci
- Chester Thompson – bicí, perkuse ve všech skladbách mimo „Cinema Show“
- Bill Bruford – bicí, perkuse ve skladbě „Cinema Show“